# Cabinet Müller II
Pour les articles homonymes, voir Cabinet Müller.
République de Weimar
Marx IV Brüning I
Le cabinet Müller II, du nom du chancelier allemand Hermann Müller, est le gouvernement de la république de Weimar, en fonction du 28 juin 1928 au 27 mars 1930.

## Histoire
Il est composé d'une coalition regroupant le SPD, le Zentrum, le DDP, le BVP et le DVP, qui détient une majorité parlementaire de 301 sièges sur 491 (61,3 %). 
Le chancelier présente la démission de son gouvernement en 1930 à la suite de l'échec de la réforme de l'assurance chômage.
Ce gouvernement a été le plus long de la république.

## Réformes
- Abolition de la peine de mort
- Premiers décrets réduisant la protection sociale.
- 31 mars 1929 : Plan Young, les armées française et belge quittent la Rhénanie.

## Annexe